# Ферентино
Ференти́но (итал. Ferentino) — коммуна в Италии, располагается в регионе Лацио, подчиняется административному центру Фрозиноне.
Население составляет 20 461 человек (на 2004 г.), плотность населения составляет 249 чел./км². Занимает площадь 80 км². Почтовый индекс — 03013. Телефонный код — 0775.
Покровителем коммуны почитается святой мученик Амвросий (S. Ambrogio), празднование 1 мая. 
В городе расположен собор Святых Иоанна и Павла, построенный в начале IX века. На территории муниципалитета также располагается замок Порчано.
В Римской Империи был известен как Ферентинум; покровительницей города была богиня Ферентина.

## Города-побратимы
- Сан-Северино-Марке, Италия
- Екатеринбург, Россия
- Рокфорд, США
- Рашин, Польша
- Якобень[итал.], Румыния